# Варненско
 Тази статия е за историко-географската област.  За административната област вижте Варна (област).  За общината вижте Варна (община).
Варненско е историко-географска област в Североизточна България, около град Варна.
Територията ѝ съвпада приблизително с някогашната Варненска околия – днешните общини Варна, Белослав, Бяла и Суворово, основната част от съвременните общини Аврен (без селата Дъбравино, Синдел, Тръстиково и Царевци от Провадийско), Аксаково (без село Генерал Кантарджиево от Балчишко), Девня (без село Падина от Провадийско) и Долни чифлик (без селата Булаир, Бърдарево и Голица от Поморийско и Гроздьово и Нова Шипка от Провадийско), както и селата Бояна, Войводино, Генерал Киселово, Звънец, Оборище и Страхил от община и Вълчи дол. Разположена е около Варненската низина в Източната Дунавска равнина. Граничи с Добричко и Балчишко на север, Черно море на изток, Поморийско на юг и Провадийско на запад.